# New World Order (catch)
 (juillet 2021).
Pour les articles homonymes, voir New World Order.
New World Order (nWo) est un clan de catcheurs heels formé à l'origine à la World Championship Wrestling (WCW) de 1996 à 2000 et plus tard à la World Wrestling Federation en 2002.
Il est formé pour la première fois le 7 juillet 1996 au pay-per-view Bash at the Beach quand Scott Hall et Kevin Nash, deux catcheurs récemment débauchés de la World Wrestling Federation, s'allient avec Hulk Hogan.
Le clan connait plusieurs incarnations durant toute son existence. Les initiales sont souvent écrites nWo, résultant du logo que la WCW avait créé pour le clan.
La nWo rejoint le WWE Hall of Fame en 2020.

## Histoire

### World Championship Wrestling

#### Formation
En 1996, Scott Hall et Kevin Nash quittent tous les deux la World Wrestling Federation pour signer avec la World Championship Wrestling. La première apparition de Scott Hall dans une émission de la WCW date d'une édition de Monday Nitro le jour du Memorial Day, interrompant un match en descendant du public pour venir sur le ring. Il y fait un discours en commençant par « Vous voulez une guerre ? », disant qu'il avait un défi pour Eric Bischoff, Ted Turner (« Billionaire Ted »), « Macho Man » Randy Savage (le « Nacho Man ») et n'importe quel autre catcheur de la WCW. Les surnoms qu'a donnés Scott Hall à propos de Ted Turner et Randy Savage se référaient à un sketch réalisé par la WWF quelques mois plus tôt pour se moquer de la fédération rivale. Plus tard, alors que le show approche de sa fin, Scott Hall accoste Bischoff et lui demande de dire à Turner de recruter trois de ses meilleurs catcheurs, sans quoi lui et deux autres allaient bientôt « foutre le bordel ». Ceci lance officiellement la storyline de la nWo.
La semaine suivante, Hall réapparait à Nitro cinq minutes avant la fin de la diffusion et harcèle de nouveau Bischoff. Sting fait face à Scott Hall, et par conséquent, reçoit un cure-dent en pleine face. Il répond en donnant une claque à Hall qui promet alors à Sting : « une petite...non...GROSSE surprise » pour le spectacle de la semaine suivante. Cette surprise n'était rien d'autre que le vieil ami de Scott Hall et ancien champion de la WWF, Kevin Nash, et dans les semaines suivantes Hall et Nash se font appeler « The Outsiders ». Les deux hommes apparaissent par surprise à Nitro, distrayant les catcheurs en se tenant sur la rampe d'entrée, ou en marchant aux alentours du public, attendant toujours une réponse de la WCW pour leur défi.
Au Great American Bash '96, Eric Bischoff (dans ses fonctions de Vice-président exécutif de la WCW) invitait les Outsiders à faire une entrevue.
Il leur promettait un match à Bash at the Beach le 7 juillet, mais Scott Hall demandait si EricBischoff avait déjà sélectionné ses catcheurs de la WCW.
Après avoir demandé, et reçu la confirmation qu'aucun des hommes n'étaient employés par la WWF (à la suite d'une menace de poursuite judiciaire de la WWF), Eric Bischoff répondait par l'affirmative.
Cependant, Scott Hall exigeait de connaître l'identité des catcheurs choisis, Eric Bischoff affirmait qu'il ne pouvait pas, disant que les Outsiders devront à la place attendre le Nitro du lendemain.
Insatisfait de la réponse, Scott Hall frappait Eric Bischoff dans l'estomac, et Kevin Nash exécutait sur lui une powerbomb sur le parterre du décor.
Le lendemain à Monday Nitro, Eric Bischoff a choisi Sting, Randy Savage et Lex Luger comme représentants de la WCW.

#### Prise de contrôle hostile
À Bash at the Beach, Scott Hall et Kevin Nash devaient faire équipe avec leur partenaire mystère contre Randy Savage, Sting et Lex Luger.
Avant le début du match, Scott Hall et Kevin Nash venaient sans troisième homme.
"Mean" Gene Okerlund venait sur le ring confus, voulant savoir qui était ce partenaire mystère.
Ils disaient juste qu'il était dans l'édifice, mais qu'ils n'ont pas besoin de lui à leur côté. Alors que Scott Hall et Kevin Nash prenaient le contrôle du match, Hulk Hogan venait sur le ring. Après s'être opposé aux Outsiders pendant un moment, il attaquait soudainement Randy Savage, se révélant ainsi être le troisième homme.
Dans une entrevue d'après match avec Okerlund, Hulk Hogan affirmait que la raison de ce changement était qu'il devenait fatigué des fans qui se sont retournés contre lui. Hulk Hogan parlait de sa nouvelle faction comme étant une « new world order of professional wrestling » (« nouvel ordre mondial du catch ») mettant ainsi début à une rivalité entre les catcheurs loyaux à la WCW et la nWo. Les fans étaient tellement outrés de la trahison d'Hulk Hogan qu'ils en jetaient des détritus sur le ring, comme des bouts de papiers ou bouteilles en plastiques pendant la durée de l'entrevue.Un fan a même évité la sécurité et a tenté d'attaquer Hulk Hogan sur le ring, mais il était rapidement maîtrisé par Scott Hall, Kevin Nash, et la sécurité de l'arène.
Peu de temps après, la WWF engageait une poursuite judiciaire, affirmant que la storyline de la New World Order impliquait le fait que Scott Hall et Kevin Nash étaient des envahisseurs envoyés par Vince McMahon pour détruire la WCW, malgré le fait qu'Eric Bischoff ait demandé à Nash devant les caméras au Great American Bash, « Êtes-vous employés par la WWF? » Nash répondait antipathiquement « Non ».
Une autre raison de cette poursuite était que la WWF affirmait que Scott Hall adoptait une attitude similaire au personnage de « Razor Ramon », qui était détenu par la WWF.
La poursuite sera engagée pendant plusieurs années avant d'être déboutée.
La fraîchement formée nWo commençait à apparaître à Monday Nitro, faisant des ravages et attaquant les catcheurs de la WCW.
Dans un incident, Kevin Nash prenait Rey Misterio Jr. et le jetait comme une fléchette, la tête première contre un camion de production de la WCW.

#### Hulk hogan devient champion et le secret de Eric Bischoff est révélé
Le 10 août 1996, à WCW Hog Wild, The Outsiders (Scott Hall et Kevin Nash) battent Lex Luger et Sting.
Dans le main event, la nWo escaladait la première marche dans sa tentative de prise de contrôle de la WCW quand Hulk Hogan remporte le WCW World Heavyweight Championship en battant The Giant après l'avoir frappé avec la ceinture.
Dans le premier des deux moments d'après le match, Scott Hall et Kevin Nash détenaient la ceinture de Champion du Monde en l'air alors que Hulk Hogan taguait les lettres « NWO » dessus ; la ceinture gardait ainsi cette apparence pendant près d'un an, le temps que Hulk Hogan était champion.
Dans le second moment, l'ami de longue date de Hulk Hogan, Ed Leslie s'est présenté à lui avec un gâteau d'anniversaire.
Hulk Hogan l'a enlacé, signalant ensuite à Scott Hall et Kevin Nash d'attaquer Ed Leslie, disant que « business is business ». Près de deux semaines après Hog Wild, Ted DiBiase fait ses débuts à la WCW et devient le quatrième membre du nWo, se déclarant financier et porte-parole du groupe et reçut le surnom de "Trillionaire Ted".
Lors de l'épisode de Nitro du 2 septembre, le nWo a eu sa première défection et son cinquième membre de la WCW quand The Giant, qui quelques semaines plus tôt avait perdu son titre contre Hulk Hogan, attaque ses coéquipiers du Donjon de Doom, des Four Horsemen et Randy Savage pour rejoindre le groupe.
Dans les semaines suivantes, la WCW préparait son équipe pour le WarGames match contre le nWo. Lors de l'épisode de Nitro du 9 septembre, le nWo trompe les fans et les lutteurs en leur faisant croire que Sting avait rejoint le nWo en intégrant Jeff Farmer (en) au groupe en tant que nWo Sting, avec les vêtements et la peinture faciale de Sting.
Ce point a été approfondi lorsque Jeff Farmer, en tant que faux Sting a attaqué Lex Luger, qui avait été attiré dans une attaque par l'arbitre Nick Patrick.
Cela a conduit Lex Luger, son allié de longue date et son partenaire à s'interroger publiquement sur Sting.
À Fall Brawl 1996, alors que l'équipe de la WCW était interviewée, Sting a dit à ses coéquipiers qu'il n'avait rien à voir avec l'attaque, mais Lex Luger ne le croyait pas.
Avant le match, seuls trois lutteurs de chaque côté avaient été officiellement nommés : Hulk Hogan et The Outsiders pour le nWo alors que Lex Luger, Arn Anderson et Ric Flair ont été les représentants de l'équipe WCW.
Sting avait été à l'origine nommé comme quatrième homme de la WCW, mais sa participation était incertaine.
Le quatrième homme du nWo était en effet le nWo Sting, qui a convaincu tout le monde (y compris l'équipe de diffusion) que le véritable Sting était nWo. Le vrai Sting est apparu quelques instants plus tard comme le dernier homme de l'équipe WCW et a démonté le nWo par lui-même.
Après avoir assailli Hulk Hogan, Scott Hall, Kevin  Nash et le nWo Sting, Sting a quitté le ring et la Team WCW, criant à Lex Luger qui s’excuse, "Vous me croyez maintenant?" comme il l'a fait.
L’équipe WCW, qui se bat maintenant dans un Handicap Match à 4 contre 3, a perdu lorsque le nWo Sting a fait abandonner Lex Luger sur le Scorpion Death Lock.
La nuit suivante sur Nitro , Sting était furieux contre ses collègues lutteurs ainsi que contre les fans pour avoir douté de ses vraies couleurs. Il est sorti inopinément, sans musique ni pyrotechnie, et a volontairement tourné le dos à la caméra alors qu'il déclarait:
"Je veux une chance d’expliquer quelque chose qui s’est passé lundi soir à Nitro.
Lundi soir dernier, j'étais dans un avion reliant Los Angeles à Atlanta.
Quand je suis arrivé à Atlanta, j'ai réglé la télévision sur Nitro et je pensais que je regardais une rediffusion! C'était un film très convaincant. Souvent imité, mais jamais dupliqué!
Et qu'est-ce que j'ai vu d'autre?
J'ai vu des gens, j'ai vu des lutteurs, des commentateurs et j'ai vu les meilleurs amis DOUBLER ...
Le Stinger.
C'est vrai, doutait du Stinger!
Alors j'ai entendu Lex Luger dire: "Je sais où il habite, je sais où il travaille, je vais le chercher".
Alors je me suis dit, je vais juste aller dans l'isolement.
J'attendrai de voir ce qui se passera samedi soir et je réglerai samedi soir et qu'est-ce que j'ai vu?
Plus de la même...
Plus de doute.
Ce qui m'amène à Fall Brawl.
Je savais que je devais me rendre à Fall Brawl et affronter le Total Package pour lui faire savoir que ce n'était pas moi.
Et ce que j'en ai tiré, c'est : "No Sting...
JE NE CROIS PAS QUE VOUS SOIEZ!"
Tout ce que je dois dire, c’est que j’ai été médiateur, j’ai été baby-sitter pour Lex Luger et je lui ai donné le bénéfice du doute environ mille fois au cours des douze derniers mois.
Et j'ai porté la bannière de la WCW et j'ai donné mon sang, ma sueur et mes larmes pour la WCW!
Donc, pour tous ces fans, et tous ces lutteurs et ceux qui n'ont jamais douté du Stinger, je te soutiendrai, si tu me soutiens!
Mais pour tous les gens, tous les commentateurs, tous les lutteurs et tous les meilleurs amis qui doutaient de moi, tu peux le tenir!
À partir de maintenant, je me considère comme un agent libre, mais cela ne signifie pas que vous ne verrez pas le Stinger; de temps en temps, je vais aller quand on s'y attend le moins,.

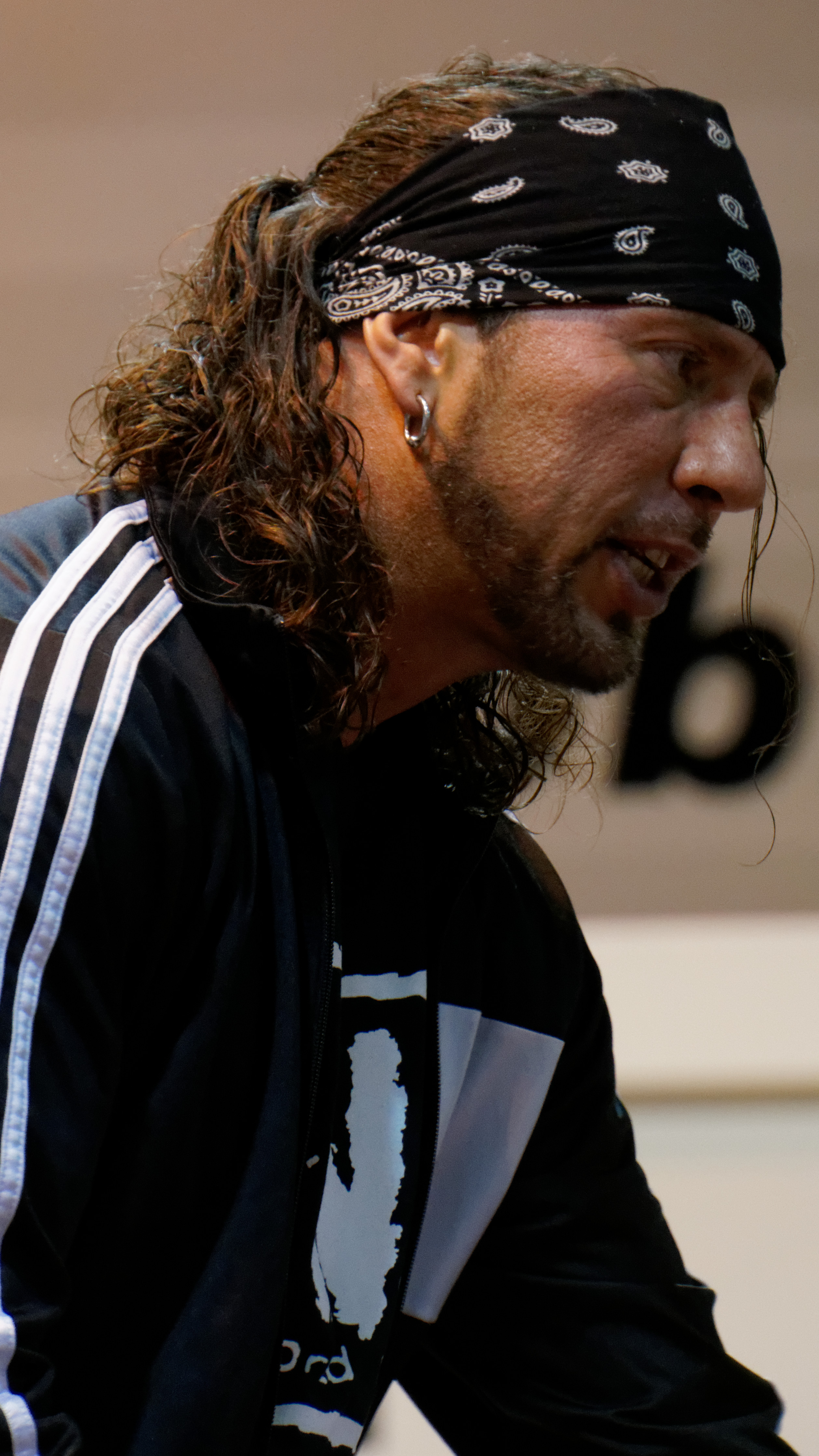
Syxx est le sixième catcheur à rejoindre la nWo.

Avec cela, Sting commença une pause du ring qui allait durer près de quinze mois et ce faisant, laissa sa loyauté sur la table pour que l’un ou l’autre des deux camps essaie de le faire passer au leur.
Le nWo a redoublé d'efforts pour essayer de recruter Sting, sans pour autant supprimer le nWo Sting du groupe.
Le caractère et l'apparence de Sting ont évolué, de même que le personnage nWo Sting de Jeff Farmer.
Le 16 septembre à Nitro, le nWo a introduit son sixième membre officiel dans le groupe en la personne de Sean Waltman, qui était ami avec Scott Hall et Kevin Nash dans la vie réelle et qui a combattu comme "The 1-2-3 Kid" à la WWF, maintenant connu sous le nom de Syxx.
La semaine suivante, le nWo a recruté Vincent, qui était auparavant le serviteur de Ted DiBiase à la WWF sous le nom "Virgil", en tant que "chef de la sécurité".
L'arbitre Nick Patrick est devenu l'arbitre officiel du groupe après avoir commencé à faire preuve de favoritisme envers les membres de nWo pendant leurs matchs.
Miss Elizabeth se retourna contre The Four Horsemen et rejoignit le groupe en tant que valet de Hulk Hogan.
« Macho Man » Randy Savage prenait la tête dans la bataille contre la nWo, mais à la fin il perdait contre Hogan dans un match pour le titre de la WCW le 27 octobre 1996, à Halloween Havoc ; Savage disparaissait ensuite de la WCW pour une courte période.
La même soirée, Hall et Nash battaient Harlem Heat pour le WCW World Tag Team Titles.
À la fin de la soirée, Roddy Piper faisait une apparition surprise et confrontait Hogan sur le ring.
Pendant ce temps, la WCW ne reconnaissait pas les catcheurs de la nWo comme étant employés par la WCW (à l'exception de Hogan et des Outsiders, qui détenaient des titres de la WCW), ce qui donc ne leur permettait pas d'affronter directement les catcheurs de la WCW. En réponse, la nWo organise un segment à WCW Saturday Night, renommé pour l'occasion nWo Saturday Night, où ils catchaient contre des jobbers dans une aréna vide.
Piper était jugé responsable pour l'exposition à l'écran du Président de la WCW Eric Bischoff en tant que membre de la nWo, ce qui devenait l'une des raisons de l'incroyable influence du clan.
Après avoir été révélé comme un membre de la nWo, Eric Bischoff donnait à tout le monde dans le vestiaire un ultimatum : joignez la nWo ou devenez la cible du groupe.
Marcus Alexander Bagwell était l'un des premiers à se joindre, se retournant contre son partenaire par équipe Scotty Riggs, et se renommant lui-même « Buff » Bagwell.
Les autres qui ont joint la nWo étaient Scott Norton, Big Bubba Rogers et V.K. Wallstreet.
Le catcheur japonais Masahiro Chono a aussi rejoint le groupe et formé la nWo Japan, une branche du gang à la New Japan Pro Wrestling.
À partir de ce moment, les catcheurs de la nWo commençaient à catcher à Monday Nitro.
Le 24 novembre 1996, The Giant remportait une bataille royale à 60 à World War 3, décrochant un match pour le titre contre Hogan.
Le 29 décembre 1996, à Starrcade Roddy Piper battait Hulk Hogan dans un match ne comptant pas pour le titre à la suite d'une prise du sommeil.
La nuit suivante, The Giant était pris à partie par la nWo après avoir refusé de porter un chokeslam sur Piper après une attaque de la nWo.
Vers la fin de l'année, dans une édition de Monday Nitro, Scott Hall et Kevin Nash introduisaient Kyle Petty, du NASCAR, comme un membre auxiliaire du clan, alors que Petty conduisait la voiture de course nWo sur le circuit du Busch Series.
En 1997, un segment se déroulait où les Steiner Brothers vandalisaient la voiture de la nWo sur une piste, effrayant (kayfabe) Petty et le remplaçant par un autre pilote, conduisant une voiture sponsorisé par la WCW.
Pendant ce temps, Sting commençait à apparaître en descendant du toit à WCW Monday Nitro, portant un nouveau look avec du maquillage noir et blanc sur le visage et un habillage tout noir.
Il était souvent vu dans les matchs de la nWo.

### 1997
Début 1997, la nWo était devenue si puissante qu'elle avait son propre pay-per-view, intitulé Souled Out. Hogan et The Giant s'affrontaient pour un match nul dans le main event à la suite de l'intervention de l'arbitre de la nWo, Nick Patrick. Eddie Guerrero conservait lui son titre contre Syxx.
Nash et Hall perdaient le WCW World Tag Team Championship contre les Steiner Brothers, mais ils se voyaient remettre les ceintures le lendemain à Nitro après que Bischoff affirmait que Randy Anderson, qui était venu officier à la place de Nick Patrick mis KO, n'était pas un arbitre officiel pour Souled Out,.
À Super Brawl VII, Roddy Piper perdait contre Hogan.
Ce match était un petit évènement car il marquait la première fois (et l'une des rares) que Hogan battait Piper avec succès.
Dans le même match, Randy Savage effectuait son retour et rejoignait la nWo après avoir attaqué Piper pendant le match.
Savage avait été auparavant suspendu par Bischoff, qui avait dit à Savage qu'il ne lutterait plus jusqu'à ce qu'il joigne la nWo. Savage n'avait d'autres choix que de se soumettre aux demandes de Bischoff.
Plus tôt dans la soirée, les Outsiders perdaient les titres contre Lex Luger et The Giant. Cependant, la nuit suivante, Bischoff redonnait les titres aux Outsiders. Eric Bischoff était ensuite suspendu par Harvey Schiller, président de Turner Sports parce qu'il abusait de son pouvoir.
Plus tard, le Commissionnaire de la WCW J.J. Dillon, a aussi retiré deux membres de la nWo, V.K Wallstreet et Big Bubba Rogers, parce qu'ils étaient employés de la WCW.
La Team nWo, qui comprenait Hulk Hogan, Scott Hall, Randy Savage, et Kevin Nash, remportait un match par équipe triple-threat à Uncensored 1997 contre la Team WCW, qui était composée de Lex Luger, Scott Steiner, et The Giant (Rick Steiner était à l'origine retenu pour faire partie de l'équipe de la WCW, mais il était attaqué et incapable de faire le match), et la Team Horsemen, qui comprenait Chris Benoit, Steve McMichael, Jeff Jarrett, et Roddy Piper. Une stipulation ajoutée était que si la nWo l'emportait, elle aurait l'opportunité de prétendre aux titres de la WCW à n'importe quel moment, n'importe où.
À Spring Stampede 1997, Nick Patrick et Ted Dibiase quittaient tous les deux la nWo à la suite d'une attaque horrible de Kevin Nash sur Rick Steiner.
La nWo recrutait The Great Muta et Hiroyoshi Tenzan plusieurs semaines après le Spring Stampede, les deux faisant des apparitions occasionnelles, s'expliquant par le fait qu'ils avaient déjà des obligations envers la NJPW.
Hogan perdait le titre de Champion du Monde dans un épisode de Nitro contre Lex Luger, après que Luger décrochait une chance pour le titre en battant Hogan et Dennis Rodman avec son partenaire The Giant à Bash at the Beach 1997. Cependant, Hogan récupérait le WCW World Heavyweight Championship de Luger à Road Wild 1997,.
Un War Games match était annoncé pour Fall Brawl 1997: War Games, après que la nWo s'est moqué des Four Horsemen en les parodiant.
La Team nWo battait les Four Horsemen en partie grâce à Curt Hennig, qui avait joint les Four Horsemen un mois plus tôt, et qui s'est retourné contre les Horsemen et a ainsi rejoint la nWo,.
Rick Rude a rejoint la nWo lors d'un épisode de Nitro le même soir où il faisait une apparence dans le show rival pré-enregistré de la WWF, RAW is WAR.
Il disait dans son discours d'arrivée à quel point il avait de la sympathie pour Bret Hart à la suite du Montréal Screwjob et à quel point il avait de la haine envers Sting qui a mis fin à sa carrière au Japon trois ans auparavant. Scott Hall lui remportait une bataille royale à 60 lors de World War 3 1997, décrochant ainsi une opportunité au WCW World Heavyweight Championship.
Bret Hart faisait ses débuts à la WCW le 15 décembre 1997 à l'occasion de Nitro.
Les spéculations allaient bon train concernant le fait qu'il se joignait à la New World Order. Cependant au lieu de rejoindre la nWo, il acceptait d'être l'arbitre spécial du match opposant Larry Zbyszko au leader de la nWo Eric Bischoff -- le vainqueur du match ayant le contrôle total de WCW Monday Nitro.
Le lundi précédent Starrcade, la nWo prenait le contrôle total de WCW Monday Nitro.
La nWo détruisait le décor et faisait fuir les commentateurs Tony Schiavone, Bobby Heenan et Mike Tenay.
Ils remplaçaient ensuite tous les logos de la WCW par celui de la nWo et changeaient WCW Monday Nitro en nWo Monday Nitro.
Après une année longue de bataille acharnée entre la nWo et la WCW, il apparaissait que la nWo avait pris le contrôle définitivement.
(Cet évènement était interprété comme un test en vue de faire de Nitro le show de la nWo, alors que le tout nouveau show Thunder serait devenu la vitrine de la WCW.
Cependant, à cause de mauvaises audiences pendant les vingt minutes où le décore était changé, le plan pour faire un show hebdomadaire exclusif à la nWo était peu à peu abandonné.)
À Starrcade 1997, Zbyszko battait Bischoff par disqualification à la suite d'une intervention de Scott Hall.
Ceci donnait le contrôle total de Nitro à la WCW. Dans le main event, Hogan perdait le titre de la WCW contre Sting.
Hogan avait à l'origine battu Sting, mais Bret Hart en pleine confusion apparaissait au bord du ring et accusait l'arbitre et ancien membre de la nWo Nick Patrick, d'avoir fait un compte rapide, affirmant que « ça n'arrivera plus jamais », en référence au Montréal Screwjob.
Hart a évincé Patrick et ordonné que le match continue avec lui en tant qu'officiel.
Hogan a par la suite abandonné sur le Scorpion Death Lock de Sting.

### 1998
Lors de cette année 1998, la nWo se divise en 2 clans :
D'un côté, la « nWo Hollywood », comprenant Hulk Hogan, mais aussi The Giant, Buff Bagwell et d'autres.De l'autre, la « nWo Wolfpac », dont le chef de file n'était autre que l'ancien bras droit d'Hulk Hogan, Kevin Nash, auquel il faut ajouter Sting, Lex Luger, Macho Man (avec Miss Elizabeth), Konnan et Curt Hennig.
Du 4 mai 1998, date de la création de la Wolfpac, au 4 janvier 1999, jour du fameux « Fingerpoke of Doom » (« la pichenette de l'Apocalypse »)[Quoi ?], la nWo Red And Black n'a eu de cesse de dominer la Black and White lors de leurs nombreux affrontements. La nWo Red And Black était face, contrairement à la nWo Black And White qui était heel.

### 1999

Le logo de la nWo Reunion

Le 4 janvier 1999 à Nitro eut lieu le Fingerpoke of Doom : Goldberg devait avoir un match revanche pour le titre contre Nash.
Un faux emprisonnement initié par la nWo retirait Goldberg du match, qui était remplacé par Hulk Hogan qui faisait son grand retour en ayant un match de championnat face à Nash.
Dans le match par les fans, après que la cloche sonne, Hogan donnait une pichenette sur la poitrine de Nash, qui tombait à terre et laissait Hogan faire le tombé et remporter le match.
Cette conspiration menait à une réorganisation de la nWo, avec la nWo élite (Hogan, Nash, Hall, Buff Bagwell, Scott Steiner, Lex Luger et Miss Elizabeth) réunis sous l'appellation Wolfpac, alors que les catcheurs de « bas de carte » à la nWo poursuivaient dans la faction « black and white ».
Ce clan qui n'a pas duré longtemps était appelé sardoniquement la nWo B-Team par les fans et commentateurs.

### La fin de la nWo à la WCW (2000)
À la moitié de l'année 1999, la nWo avait disparu. Plus tard en 1999, la nWo revenait une fois de plus avec la silver and black (plutôt que black and white). Cette version était aussi référencée sous le nom « nWo 2000[réf. nécessaire] » et le mot « new » dans le logo de la « new World order » logo était souligné pour montrer que c'était une toute nouvelle version du clan.
Les membres étaient Kevin Nash, Scott Hall, Bret Hart, Jeff Jarrett, Scott Steiner, The Harris Brothers (Don et Ron). Plusieurs modèles (comme Tylene Buck, April Hunter, Kim Kanner, Midajah et Pamela Paulshock) étaient ramenés au gang et venaient juste sur le bord du ring.
Cette nWo se poursuivait jusqu'à début 2000, mais disparaissait bientôt, en grande partie à cause de la blessure et retraite de Bret "The Hitman" Hart, le leader du clan.
À un tel point que non seulement la nWo, mais toute la WCW, tombait dans un inévitable et permanent déclin, battue constamment par la WWF et reléguée à un statut de second, une situation que beaucoup de fans de longue date de la WCW blâmaient envers la direction de la WCW pour être resté avec la storyline de la nWo trop longtemps.
Le groupe heel dominant à la WCW était finalement remplacé par le New Blood.

### Nouvelle émergence à la WWF/E (2002)
Après que la WWF eut acheté la WCW en 2001, Vince McMahon a ramené Hogan, Hall et Nash dans la nWo, au PPV No Way Out le 17 février 2002.
Dans cette storyline, la nWo était ramenée en tant qu'alliés de McMahon pour tenter de « tuer » la WWF ce qui permettrait à McMahon de ne plus partager le pouvoir avec le « copropriétaire » de la WWF Ric Flair.
Cependant, Hogan quittait le clan après avoir perdu son match à WrestleMania X8 contre The Rock et avoir été attaqué par Hall et Nash après le match.
Le retour de Hogan à la WWF après 8 ans lui donnait beaucoup d'applaudissements, plus même que le Rock. Résultats, il redevenait face et commençait à rivaliser avec Hall et Nash, avec The Rock à ses côtés.
Hall et Nash ramenaient par la suite deux nouveaux membres à la nWo, X-Pac (anciennement Syxx, qui a été un ancien membre de la nWo à la WCW), le 21 mars 2002 à SmackDown! à Ottawa, Ontario et The Big Show (anciennement The Giant), le 22 avril 2002.
La réunion de la nWo à la WWF ne durait cependant pas longtemps.
Hall a demandé son renvoi de la WWE en mai 2002 comme il était en plein milieu d'une dispute avec son ex-femme pour la garde de ses deux enfants, selon Kevin Nash.
Flair devenait plus tard un semi-membre de la nWo après s'être retourné contre Steve Austin.
En tant que propriétaire de RAW, Flair organisait un lumberjack match avec Austin contre le nouveau membre de la nWo, qui était Booker T.
Nash introduisait Shawn Michaels à la nWo le 3 juin 2002. Michaels dégageait Booker de la nWo avec son Sweet Chin Music une semaine plus tard.
Vince McMahon mettait fin définitivement à la nWo en annonçant sa dissolution lors de l'édition du RAW du 15 juillet, ironiquement lors de la soirée d'intronisation de Eric Bischoff en tant que General Manager du show du lundi soir.

### Réunion à la WWE (2014, 2015, 2019, 2020 et 2021)

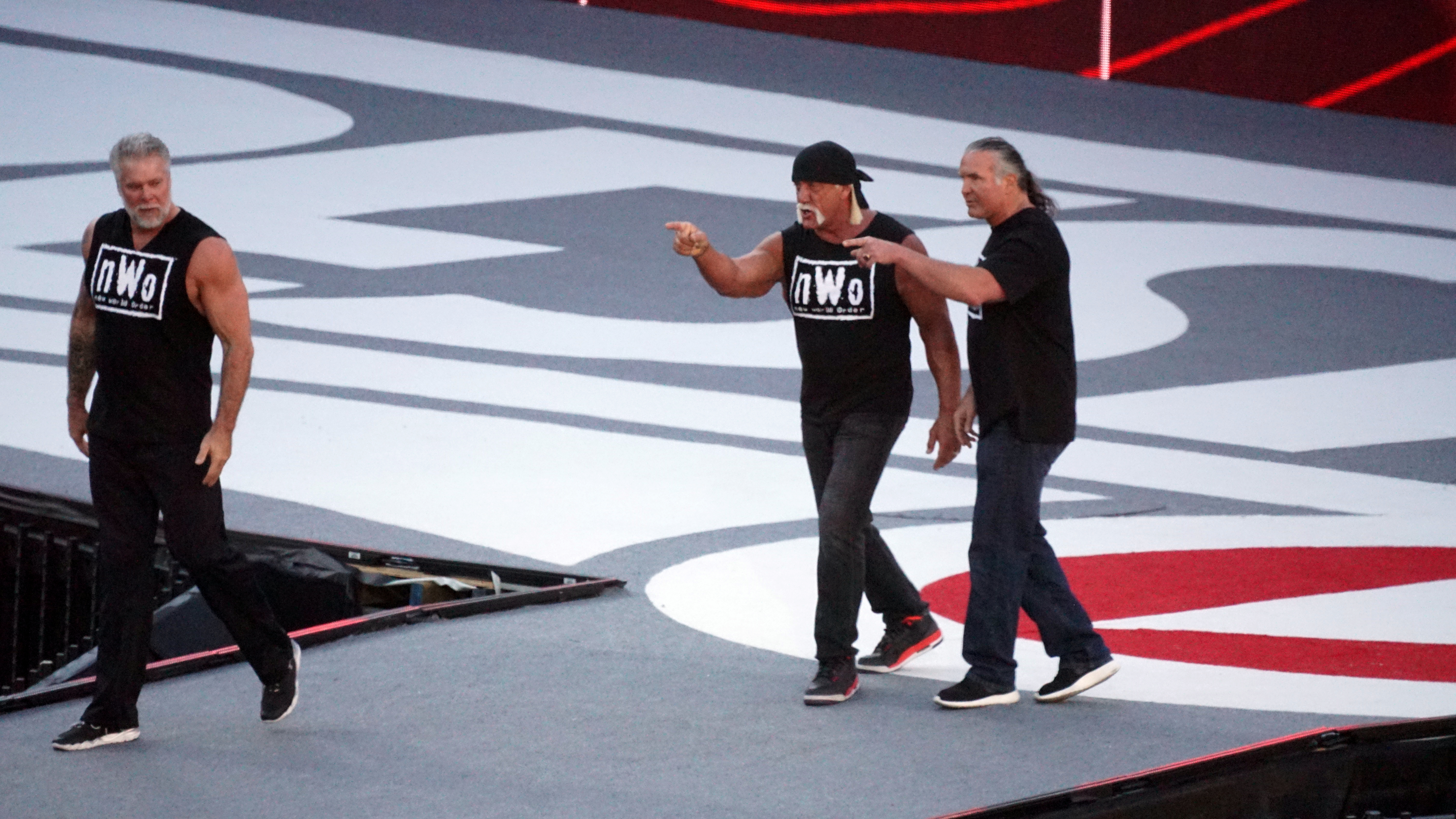
Les trois membres fondateurs, faisant leur entrée vers le ring à WrestleMania 31.

Lors de RAW du 11 août 2014, le groupe sera reformé à l'occasion de l'anniversaire de Hulk Hogan.
Le 19 janvier 2015, Outsiders font une apparition en coulisses avec les autres membres de Kliq, The Miz et Damien Mizdow.
Plus tard, Wolfpac font une apparition sur le ring New Age Outlaws et Acolytes Protection Agency, pour faire face à The Ascension
À WrestleMania 31, les membres fondateurs sont intervenus dans le match, Triple H contre Sting pour aider ce dernier en attaquant X-Pac et New Age Outlaws.
C'est la première confrontation entre New World Order et D-Generation X. Shawn Michaels arriva aussi en faveur de Triple H, en mettant un Sweet Chin Music sur Sting. Après le match, D-Generation X (Shawn Michaels, X-Pac et New Age Outlaws) et les membres fondateurs sont montés sur le ring, Triple H et Sting ont fait la paix.
Au RAW Reunion 2019, Outsiders, Seth Rollins, D-Generation X (Shawn Michaels, Triple H, X-Pac et Road Dogg) font face à The O.C.
Le 6 mars 2020 à SmackDown, Wolfpac apparaissent pour un "Moment of Bliss".[Quoi ?]
Durant le WWE Hall of Fame 2020, Hollywood Hulk Hogan et Wolfpac sont intronisé.
Durant WrestleMania 37, Hollywood Hulk Hogan et Wolfpac sont présents pour leur intronisation au WWE Hall of Fame 2020 et un segment en coulisses avec Bayley et Titus O'Neil.

### Circuits Indépendants
Le 5 janvier 2017, nWo Japan (Scott Norton, Hiroyoshi Tenzan, Satoshi Kojima et Hiro Saito) ont fait équipe Cheeseburger contre Bullet Club (Bad Luck Fale, Kenny Omega et Guerrillas of Destiny) dans un ten-man tag team match.
Le 18 août 2018 à la Heavy On Wrestling, X-Pac a fait équipe avec Arik Cannon pour affronter Darin Corbin et Ryan Cruz.
Durant le match Outsiders sont venus aux abords du ring et Eric Bischoff est venu après le match.
Le 19 octobre 2018 à la Glory Pro Wrestling #Unsanctioned, Buff Bagwell, Scott Norton et Syxx ont affronté No New Friends.
Le 27 octobre 2018, les fondateurs ont organisé la 2Sweet nWo Reunion Tour à Orlando.
Le 2 mars 2019, à Uncasville au Connecticut, nWo s'est réunis au Mohegan Sun Arena.

## Membres du groupe par fédérations

### World Championship Wrestling

#### nWo Original
| Membres                 | Arrivée           | Départ           | Notes                                                                  |
| ----------------------- | ----------------- | ---------------- | ---------------------------------------------------------------------- |
| Hollywood Hogan         | 7 juillet 1996    | nWo Hollywood    | Leader et triple WCW World Heavyweight Champion                        |
| Kevin Nash              | 7 juillet 1996    | nWo Wolfpac      | Wolfpac et quintuple WCW World Tag Team Champion                       |
| Scott Hall              | 7 juillet 1996    | 27 avril 1998    | Wolfpac, quintuple WCW World Tag Team Champion et World War 3 (1997)   |
| Ted DiBiase             | 26 août 1996      | 21 avril 1997    | Trésorier                                                              |
| The Giant               | 2 septembre 1996  | 30 décembre 1996 | World War 3 (1996)                                                     |
| nWo Sting (Jeff Farmer) | 9 septembre 1996  | 27 avril 1998    |                                                                        |
| Syxx                    | 16 septembre 1996 | Mars 1998        | Wolfpac, WCW Cruiserweight Championship et WCW World Tag Team Champion |
| Kyle Petty              | 23 septembre 1996 | 5 septembre 1997 | Pilote NASCAR aux couleurs de la nWo                                   |
| Vincent                 | 23 septembre 1996 | 27 avril 1998    | Chef de la sécurité                                                    |
| Miss Elizabeth          | 30 septembre 1996 | 27 avril 1998    |                                                                        |
| Brian Knobbs            | 7 octobre 1996    | 14 octobre 1996  |                                                                        |
| Jerry Sags              | 7 octobre 1996    | 14 octobre 1996  |                                                                        |
| Nick Patrick            | 27 octobre 1996   | 21 avril 1997    | Arbitre                                                                |
| Eric Bischoff           | 18 novembre 1996  | nWo Hollywood    | Président de la WCW et Manager                                         |
| Buff Bagwell            | 25 novembre 1996  | 22 avril 1998    |                                                                        |
| Michael Wallstreet      | 9 décembre 1996   | 21 avril 1997    |                                                                        |
| Big Bubba Rogers        | 16 décembre 1996  | 17 février 1997  |                                                                        |
| Scott Norton            | 16 décembre 1996  | 27 avril 1998    |                                                                        |
| Masahiro Chono          | 16 décembre 1996  | 27 avril 1998    |                                                                        |
| Randy Savage            | 23 février 1997   | nWo Wolfpac      |                                                                        |
| The Great Muta          | 26 mai 1997       | 27 avril 1998    |                                                                        |
| Dennis Rodman           | 10 mars 1997      | 9 août 1997      | Basketteur des Chicago Bulls                                           |
| Konnan                  | 14 juillet 1997   | nWo Wolfpac      |                                                                        |
| Paul Gilmartin          | 21 août 1997      | 21 août 1997     |                                                                        |
| Claud Mann              | 21 août 1997      | 21 août 1997     |                                                                        |
| Curt Hennig             | 14 septembre 1997 | 27 avril 1998    | WCW United States Heavyweight Champion                                 |
| Rick Rude               | 17 novembre 1997  | 27 avril 1998    |                                                                        |
| Louie Spicolli          | 15 janvier 1998   | 15 février 1998  | Manager de Scott Hall                                                  |
| Dusty Rhodes            | 24 janvier 1998   | 27 avril 1998    |                                                                        |
| Brian Adams             | 16 février 1998   | nWo Hollywood    |                                                                        |
| Scott Steiner           | 22 février 1998   | 27 avril 1998    |                                                                        |
| The Disciple            | 23 février 1998   | nWo Hollywood    |                                                                        |

#### nWo Hollywood
| Membres                 | Arrivée         | Départ            | Notes                                        |
| ----------------------- | --------------- | ----------------- | -------------------------------------------- |
| Hollywood Hogan         | 27 avril 1998   | Novembre 1998     | 1er leader et WCW World Heavyweight Champion |
| Eric Bischoff           | 27 avril 1998   | nWo Elite         | Président de la WCW                          |
| The Disciple            | 27 avril 1998   | 21 septembre 1998 |                                              |
| Brian Adams             | 27 avril 1998   | nWo B-Team        |                                              |
| Scott Steiner           | 4 mai 1998      | nWo Elite         | 2nd leader et WCW World Television Champion  |
| Vincent                 | 11 mai 1998     | nWo B-Team        |                                              |
| The Giant               | 11 mai 1998     | nWo B-Team        | WCW World Tag Team Champion                  |
| Scott Hall              | 17 mai 1998     | 22 novembre 1998  | WCW World Tag Team Champion                  |
| Dusty Rhodes            | 17 mai 1998     | 30 novembre 1998  |                                              |
| nWo Sting (Jeff Farmer) | 21 mai 1998     | 1998              | Part-Timer                                   |
| Scott Norton            | 1998            | nWo B-Team        |                                              |
| Dennis Rodman           | 8 juin 1998     | Juillet 1998      | Basketteur des Chicago Bulls                 |
| Miss Elizabeth          | 8 juin 1998     | nWo Elite         |                                              |
| Curt Hennig             | 14 juin 1998    | nWo B-Team        |                                              |
| Rick Rude               | 14 juin 1998    | 1998              |                                              |
| Buff Bagwell            | 20 juillet 1998 | nWo Elite         |                                              |
| Stevie Ray              | 24 août 1998    | nWo B-Team        |                                              |
| Horace Hogan            | 26 octobre 1998 | nWo B-Team        |                                              |
| Mark Johnson            | 1998            | 1998              | Arbitre de Scott Steiner et Buff Bagwell     |

#### nWo Wolfpac
| Membres        | Arrivée          | Départ           | Notes                                                                                                |
| -------------- | ---------------- | ---------------- | --- |
| Kevin Nash     | 27 avril 1998    | nWo Elite        | Leader, Outsiders, WCW World Heavyweight Champion, WCW World Tag Team Champion et World War 3 (1998) |
| Randy Savage   | 27 avril 1998    | 28 décembre 1998 | |
| Konnan         | 27 avril 1998    | nWo Elite        | WCW World Television Championship                                                                    |
| Curt Hennig    | 4 mai 1998       | 14 juin 1998     | |
| Dusty Rhodes   | 11 mai 1998      | 17 mai 1998      | |
| Miss Elizabeth | 17 mai 1998      | 8 juin 1998      | |
| Rick Rude      | 21 mai 1998      | 14 juin 1998     | |
| Lex Luger      | 25 mai 1998      | nWo Elite        | WCW United States Heavyweight Champion                                                               |
| Sting          | 1er juin 1998    | 25 octobre 1998  | WCW World Tag Team Champion                                                                          |
| Scott Hall     | 30 novembre 1998 | nWo Elite        | Outsiders                                                                                            |

#### nWo Elite
| Membres         | Arrivée         | Départ          | Notes                                                                   |
| --------------- | --------------- | --------------- | ----------------------------------------------------------------------- |
| Hollywood Hogan | 4 janvier 1999  | 1999            | Leader et double WCW World Heavyweight Champion                         |
| Kevin Nash      | 4 janvier 1999  | Août 1999       | WCW World Heavyweight Champion                                          |
| Scott Hall      | 4 janvier 1999  | 18 mars 1999    | WCW United States Heavyweight Champion                                  |
| Eric Bischoff   | 4 janvier 1999  | Mars 1999       |                                                                         |
| Buff Bagwell    | 4 janvier 1999  | 15 mars 1999    |                                                                         |
| Scott Steiner   | 4 janvier 1999  | 1999            | WCW United States Heavyweight Champion et WCW World Television Champion |
| Lex Luger       | 4 janvier 1999  | 11 avril 1999   |                                                                         |
| Miss Elizabeth  | 4 janvier 1999  | 11 avril 1999   |                                                                         |
| Disco Inferno   | 4 janvier 1999  | 1999            |                                                                         |
| Konnan          | 4 janvier 1999  | 11 janvier 1999 |                                                                         |
| David Flair     | 21 février 1999 | 8 mars 1999     |                                                                         |
| Torrie Wilson   | 21 février 1999 | 8 mars 1999     |                                                                         |

#### nWo B-Team
| Membres      | Arrivée        | Départ          | Notes  |
| ------------ | -------------- | --------------- | ------ |
| Stevie Ray   | 7 janvier 1999 | 12 juillet 1999 | Leader |
| The Giant    | 7 janvier 1999 | 11 janvier 1999 |        |
| Curt Hennig  | 7 janvier 1999 | 25 janvier 1999 |        |
| Vincent      | 7 janvier 1999 | 16 août 1999    |        |
| Scott Norton | 7 janvier 1999 | 16 août 1999    |        |
| Brian Adams  | 7 janvier 1999 | 16 août 1999    |        |
| Horace Hogan | 7 janvier 1999 | 16 août 1999    |        |

#### nWo 2000
| Membres          | Arrivée          | Départ          | Notes                                                       |
| ---------------- | ---------------- | --------------- | ----------------------------------------------------------- |
| Bret Hart        | 20 décembre 1999 | 16 janvier 2000 | 1er leader et WCW World Heavyweight Champion                |
| Jeff Jarrett     | 20 décembre 1999 | 10 avril 2000   | 2nd leader et double WCW United States Heavyweight Champion |
| Kevin Nash       | 20 décembre 1999 | 10 avril 2000   | Outsiders, WCW World Heavyweight Champion                   |
| Scott Hall       | 20 décembre 1999 | 20 février 2000 | Outsiders                                                   |
| Scott Steiner    | 27 décembre 1999 | 10 avril 2000   |                                                             |
| Midajah          | 10 janvier 2000  | 10 avril 2000   |                                                             |
| Tylene Buck      | 10 janvier 2000  | 10 avril 2000   |                                                             |
| April Hunter     | 10 janvier 2000  | 10 avril 2000   |                                                             |
| Pamela Paulshock | 10 janvier 2000  | 10 avril 2000   |                                                             |
| Ron Harris       | 31 janvier 2000  | 10 avril 2000   | Harris Brothers et Double WCW World Tag Team Champion       |
| Don Harris       | 31 janvier 2000  | 10 avril 2000   | Harris Brothers et Double WCW World Tag Team Champion       |

### New Japan Pro Wrestling

#### nWo Japan
| Membres                    | Arrivée          | Départ         | Notes |
| -------------------------- | ---------------- | -------------- | --- |
| Masahiro Chono             | 16 décembre 1998 | 8 août 1998    | 1er leader, IWGP Heavyweight Champion, IWGP Tag Team Champion, Super Grade Tag League (1997)                                 |
| Hiro Saito                 | 16 décembre 1998 | 4 janvier 2000 | |
| Hiroyoshi Tenzan           | 16 décembre 1998 | 4 janvier 2000 | IWGP Tag Team Champion |
| Scott Norton               | Février 1997     | 4 janvier 2000 | IWGP Heavyweight Champion, G1 Tag League (1999)                                                                              |
| Buff Bagwell               | Février 1997     | Septembre 1997 | |
| nWo Sting                  | Février 1997     | Février 1999   | |
| Syxx                       | Avril 1997       | Mai 1997       | Wolfpac, WCW Cruiserweight Champion et WCW World Tag Team Champion                                                           |
| Scott Hall                 | Avril 1997       | Mai 1997       | Outsiders, Wolfpac et WCW World Tag Team Champion                                                                            |
| Kevin Nash                 | Avril 1997       | Mai 1997       | Outsiders, Wolfpac et WCW World Tag Team Champion                                                                            |
| Michael Wallstreet         | Mai 1997         | Février 1999   | |
| Keiji Mutoh/The Great Muta | 26 mai 1997      | 4 janvier 2000 | 2nd leader, IWGP Heavyweight Champion, IWGP Tag Team Champion, Super Grade Tag League/G1 Tag League (1997), (1998) et (1999) |
| Tatsutoshi Goto            | 1997             | 1997           | |
| Michiyoshi Ohara           | 1997             | 1997           | |
| Big Titan                  | Septembre 1997   | Avril 1999     | |
| AKIRA                      | 1998             | Février 1999   | |
| Brian Adams                | Septembre 1998   | 4 janvier 2000 | |
| Satoshi Kojima             | Octobre 1998     | 4 janvier 2000 | IWGP Tag Team Champion, Super Grade Tag League (1998)                                                                        |

### World Wrestling Federation/Entertainment
| Membres         | Arrivée                          | Départ                         | Notes                                                      |
| --------------- | -------------------------------- | ------------------------------ | ---------------------------------------------------------- |
| Hollywood Hogan | 17 février 2002                  | 17 mars 2002                   | 1er leader                                                 |
| Kevin Nash      | 17 février 2002 ; avril-mai 2002 | 8 avril 2002 ; 15 juillet 2002 | 2nd leader, Outsiders, Wolfpac et Two Dudes with Attitudes |
| Scott Hall      | 17 février 2002                  | 13 mai 2002                    | 3ème leader, Outsiders et Wolfpac                          |
| X-Pac           | 21 mars 2002                     | 15 juillet 2002                | 4ème leader et Wolfpac                                     |
| Big Show        | 22 avril                         | 15 juillet 2002                | WWE Hardcore Champion                                      |
| Booker T        | 13 mai 2002                      | 10 juin 2002                   |                                                            |
| Shawn Michaels  | 3 juin 2002                      | 15 juillet 2002                | 5ème leader et Two Dudes with Attitudes                    |

- Vince McMahon

A ramené la nWo à la WWF et apparaissait de leur côté dans des rivalités contre Rock et Austin qui s'achevaient à WrestleMania X8.
Il avait par la suite peu de chose à faire avec le gang, bien qu'après la blessure de Kevin Nash, McMahon venait sur le ring le RAW suivant pour une entrevue avec le thème musical de la nWo.
- Ric Flair

Après s'être retourné contre Austin, Flair commençait à aider la nWo et vice versa.
Flair faisait même de Booker T un membre, mais Flair n'a jamais été mentionné comme un membre à part entière.
- Goldust

Signait une pétition pour rejoindre la nWo.
Il commençait à se mettre du maquillage noir et blanc et à porter le t-shirt nWo.
Il a aussi commencé à traîner aux alentours du clan, et spécialement Booker T.
La nWo haïssait Goldust mais Kevin Nash lui donnait une chance de les joindre, disant que s'il pouvait vaincre X-Pac, il le remplacerait dans l'équipe.
Goldust perdit le match.

### The Band (Incarnations TNA)
Étant donné que WWE détenait les droits d'auteur sur le nom nWo (New World Order), l'écurie a été présentée comme The Band.
- Kevin Nash (Leader)
- Scott Hall
- Syxx-Pac
- Eric Young
- Bubba The Love Sponge
- Sting
- D'Angelo Dinero

## Championnats et accomplissements
- New Japan Pro-Wrestling
  - 3 fois IWGP Heavyweight Championship
    - Masahiro Chono
    - Scott Norton
    - Keiji Mutoh

  - 3 fois IWGP Tag Team Championship
    - Masahiro Chono et Keiji Mutoh
    - Masahiro Chono et Hiroyoshi Tenzan
    - Hiroyoshi Tenzan et Satoshi Kojima

  - Super Grade Tag League/G1 Tag League
    - Masahiro Chono et Keiji Mutoh (1997)
    - Keiji Mutoh et Satoshi Kojima (1998)
    - Keiji Mutoh et Scott Norton (1999)
- Nikkan Sports
  - Match de l'année (1999) - Keiji Mutoh vs Genichiro Tenryu à Strong Energy
  - Outstanding Performance (1998) – Keiji Mutoh
  - Technique (1997) – The Great Muta
  - Catcheur de l'année
    - Masahiro Chono (1997)
    - Keiji Mutoh (1999)
- Pro Wrestling Illustrated
  - Retour de l'année (2002) – Hollywood Hulk Hogan
  - Rivalité de l'année
    - Eric Bischoff vs Vince McMahon (1996)
    - Randy Savage vs Diamond Dallas Page (1997)

  - Match de l'année (2002) – Hollywood Hulk Hogan vs. The Rock à WrestleMania X8
  - Catcheur le plus détesté de l'année (1996, 1998) – Hollywood Hogan
  - Catcheur le plus inspiré de l'année (1999) – Hollywood Hogan
  - Débutant de l'année (1996) – The Giant
  - Tag Team de l'année (1997) – Kevin Nash et Scott Hall
  - Catcheur de l'année (1996) – The Giant
- Tokyo Sports
  - Match de l'année (1999) – Keiji Mutoh vs. Genichiro Tenryu à Strong Energy
  - Outstanding Performance (1998) – Keiji Mutoh
  - Catcheur de l'année
    - Masahiro Chono (1997)

  - Keiji Mutoh (1999)
- World Championship Wrestling
  - 1 fois WCW Cruiserweight Championship – Syxx
  - 6 fois WCW United States Heavyweight Championship
    - Curt Hennig
    - Lex Luger
    - Scott Hall
    - Scott Steiner
    - Jeff Jarrett (2)[26]

  - 9 fois WCW World Heavyweight Championship
    - Hollywood Hogan (5)
    - Kevin Nash (3)
    - Bret Hart[27]

  - 11 fois WCW World Tag Team Championship
    - Outsiders (Kevin Nash et Scott Hall) (5)2
    - Wolfpac (Outsiders et Syxx)
    - Sting et The Giant
    - Sting et Kevin Nash
    - Scott Hall et The Giant
    - Harris Brothers (Ron Harris et Don Harris) (2)

  - 2 fois WCW World Television Championship (2)
    - Konnan
    - Scott Steiner

  - 3 fois World War 3 
    - The Giant (1996)
    - Scott Hall (1997)
    - Kevin Nash (1998)
- World Wrestling Federation/World Wrestling Entertainment
  - 1 fois WWE Hardcore Championship (Big Show)
  - WWE Hall of Fame (2020) – Hollywood (Hulk) Hogan et Wolfpac
- Wrestling Observer Newsletter
  - Plus grosse attraction (1997) – Hollywood Hogan
  - Meilleur personnage (1996) – nWo (envahisseurs)
  - Rivalité de l'année (1996) New World Order vs World Championship Wrestling
  - Catcheur le plus embarrassant
    - Hulk/Hollywood Hogan (1996, 1998–1999)
    - Big Show (2002)

  - Catcheurs le moins favoris des lecteurs
    - Hollywood Hogan (1996–1999)
    - Kevin Nash (2000)

  - Débutant de l'année (1996) – The Giant
  - Pire match de l'année
    - Hollywood Hogan vs Roddy Piper à SuperBrawl VII (1997)
    - Hollywood Hogan vs The Warrior à Halloween Havoc 1998

  - Pire catcheur de l'année
    - Hollywood Hogan (1997)
    - Kevin Nash (1999–2000)
    - Big Show (2002)

## Dérivés et parodies
- D-Generation X
  - Une faction populaire qui a débuté à la World Wrestling Federation lors de l'Ère Attitude. Beaucoup de fans continuent d'argumenter sur le fait que DX était une parodie, une copie, ou une réponse à la nWo. Beaucoup de fans réalisent cependant, que Scott Hall et Kevin Nash, ainsi que les piliers de DX Hunter Hearst Helmsley/Triple H, Shawn Michaels et X-Pac (qui était dans les deux groupes en tant que Syxx à la nWo de la WCW, X-Pac à la WWF/E. Shawn Michaels à la nWo à la WWE). Sont tous des vrais amis dans leur groupe en coulisse nommé The Kliq.

- bWo (Blue World Order)
  - La réponse à la nWo de Stevie Richards, Nova, et The Blue Meanie à la ECW, le clan était une parodie de la nWo, et ses couleurs primaires étaient le bleu et le blanc.

- Latino World Order (LWO)
  - Après que Eddie Guerrero s'est disputé avec le dirigeant de la WCW Eric Bischoff, un conflit réel qui était tourné en storyline, Eddie formait la Latino World Order, ou LWO. Le clan comprenait la majeure partie des catcheurs latins de la WCW à l'exception du neveu d'Eddie Chavo Jr., avec le vert, blanc, et rouge comme leurs couleurs officielles.

- oWn (One Warrior Nation)
  - Le clan de The Ultimate Warrior, la One Warrior Nation, renversait les initiales de la nWo quand le Warrior faisait ses débuts à la WCW. La nouvelle faction n'a eu que deux membres - l'autre étant l'associé et ami dans la vie d'Hollywood Hogan, The Disciple, dont Warrior « a lavé » le cerveau. La oWn était vite oubliée après que le Warrior ne s'entendait pas avec la WCW au sujet de sa paye, ce qui provoquera son départ peu de temps après son arrivée.

- Bullet Club
  - Clan évoluant principalement au Japon et reprenant des gestes et des mimiques de la nWo et de la DX.

- The Club
  - Clan évoluant à la World Wrestling Entertainment en reprenant des gestes et mimiques de la nWo et de la DX.

## Sources et références
1. 1 2  (en) Scott keith, « The SmarK Rant for WCW Monday Nitro–05.27.96 », sur Inside Pulse, 15 avril 2015 (consulté le 19 décembre 2016)
2. ↑  (en) Scott Keith, « The SmarK Rant for WCW Monday Nitro–06.10.96 », sur Inside Pulse, 21 avril 2015 (consulté le 20 décembre 2016)
3. ↑  (en) « Résultats The Great American Bash 1996 », sur Online World of Wrestling (consulté le 25 juillet 2009)
4. ↑  (en) Scott Keith, « The SmarK Retro Repost – Great American Bash ’96 », sur 411mania, 10 août 2002 (consulté le 21 décembre 2016)
5. ↑  « New World Order History », Wrestling Information Archive (version du 24 mai 2008 sur Internet Archive)
6. ↑  (en) Kevin Pantoja, « Random Network Reviews: WCW Bash at the Beach 1996 », sur 411mania, 6 février 2015 (consulté le 21 décembre 2016)
7. ↑  « Hulk Hogan's second WCW Championship reign », WWE, 10 août 1996 (consulté le 26 janvier 2008)
8. ↑  Ted DiBiase: The Million Dollar Man, p.200, Ted DiBiase with Tom Caiazzo, Pocket Books, New York, NY, 2008,  (ISBN 978-1-4165-5890-3)
9. ↑  « New World Order History », sur Wrestling Encyclopedia (version du 7 janvier 2008 sur Internet Archive)
10. ↑  « Fall Brawl 1996 results », Online World of Wrestling (consulté le 26 janvier 2008)
11. 1 2  (en) « Résultats de Souled Out 1997 », Online World of Wrestling (consulté le 26 janvier 8)
12. 1 2 3  (en) « Résultats de la WCW, 1997 », Angelfire (consulté le 26 janvier 8)
13. ↑  (en) « W.C.W. World Tag Team Title », sur The Great Hisa's Puroresu Dojo (consulté le 12 août 2009)
14. ↑  (en) « Résultats de Superbrawl VII », Online World of Wrestling (consulté le 26 janvier 8)
15. 1 2 3 4  (en) « The nWo History », Wetpaint (consulté le 24 janvier 8)
16. ↑  (en) « Résultats Uncensored 1997 », Online World of Wrestling (consulté le 24 janvier 8)
17. ↑  (en) « Résultats Bash at the Beach 1997 », Online World of Wrestling (consulté le 24 janvier 8)
18. ↑  (en) « Résultats Road Wild 1997 », Online World of Wrestling (consulté le 24 janvier 8)
19. ↑  (en) « Hulk Hogan's third WCW Championship reign », WWE (consulté le 24 janvier 8)
20. ↑  (en) « Résultats Fall Brawl 1997 », Online World of Wrestling (consulté le 24 janvier 8)
21. ↑  (en) « Résultats World War 3 1997 », Online World of Wrestling (consulté le 24 janvier 8)
22. ↑  (en) « Résultats Starrcade 1997 », Online World of Wrestling (consulté le 24 janvier 8)
23. ↑  (en) « Résultats No Way Out 2002 », sur SLAM! Wrestling (consulté le 15 juin 2009)
24. 1 2  (en) « Résultats WrestleMania 18 », sur SLAM! Wrestling (consulté le 12 juin 2009)
25. ↑  « 8 Versions nWo différentes du Nouvel Ordre Mondial Stable », sur www.wwfoldschool.com (consulté le 1er février 2016)
26. ↑  « WWE United States Championship official title history », WWE (consulté le 24 janvier 2008)
27. ↑  « WCW World Heavyweight Championship official title history », WWE (consulté le 24 janvier 2008)